# Pools-Zweedse oorlogen
De Pools-Zweedse Oorlogen waren een reeks militaire conflicten tussen Polen (later Polen-Litouwen) en Zweden. In brede zin verwijst deze term naar een reeks oorlogen tussen Polen en Zweden tussen 1558 en 1814:
- de Lijflandse Oorlog (1558-1583)
- de Zweedse Burgeroorlog (1598-1599)
- de Pools-Zweedse Oorlog (1600-1629) (wordt soms beschouwd als een deel van de Dertigjarige Oorlog) die twee keer werd onderbroken door periodes van wapenstilstand en kan onderverdeeld worden in:
  - de Pools-Zweedse Oorlog (1600-1611)
  - de Pools-Zweedse Oorlog (1617-1618)
  - de Pools-Zweedse Oorlog (1621-1625)
  - de Pools-Zweedse Oorlog (1626-1629)
- de Zondvloed, een onderdeel van de Noordse Oorlog (1655-1660)
- de Grote Noordse Oorlog (1700-1721)
- de Vierde Coalitieoorlog (1806-1807)
- de Zesde Coalitieoorlog (1812-1814), waarin het hertogdom Warschau een bondgenoot was van Napoleon, terwijl het koninkrijk Zweden een lid was van de anti-napoleontische coalitie.

In striktere zin verwijzen de Pools-Zweedse Oorlogen naar de conflicten tussen Polen en Zweden tussen 1600 en 1629. Deze vonden grotendeels plaats tijdens de Dertigjarige Oorlog.

## Referentie
- Attila Weiszhár en Balázs Weiszhár: Háborúk lexikona (Lexicon of Wars), 2004, uitgever: Athenaeum, Boedapest